# Alba Zafra
Alba Zafra (Badajoz, 20 de diciembre de 2003) es una futbolista española. Juega como centrocampista o defensa en el Atlético de Madrid B de la Primera Federación de España.

## Trayectoria

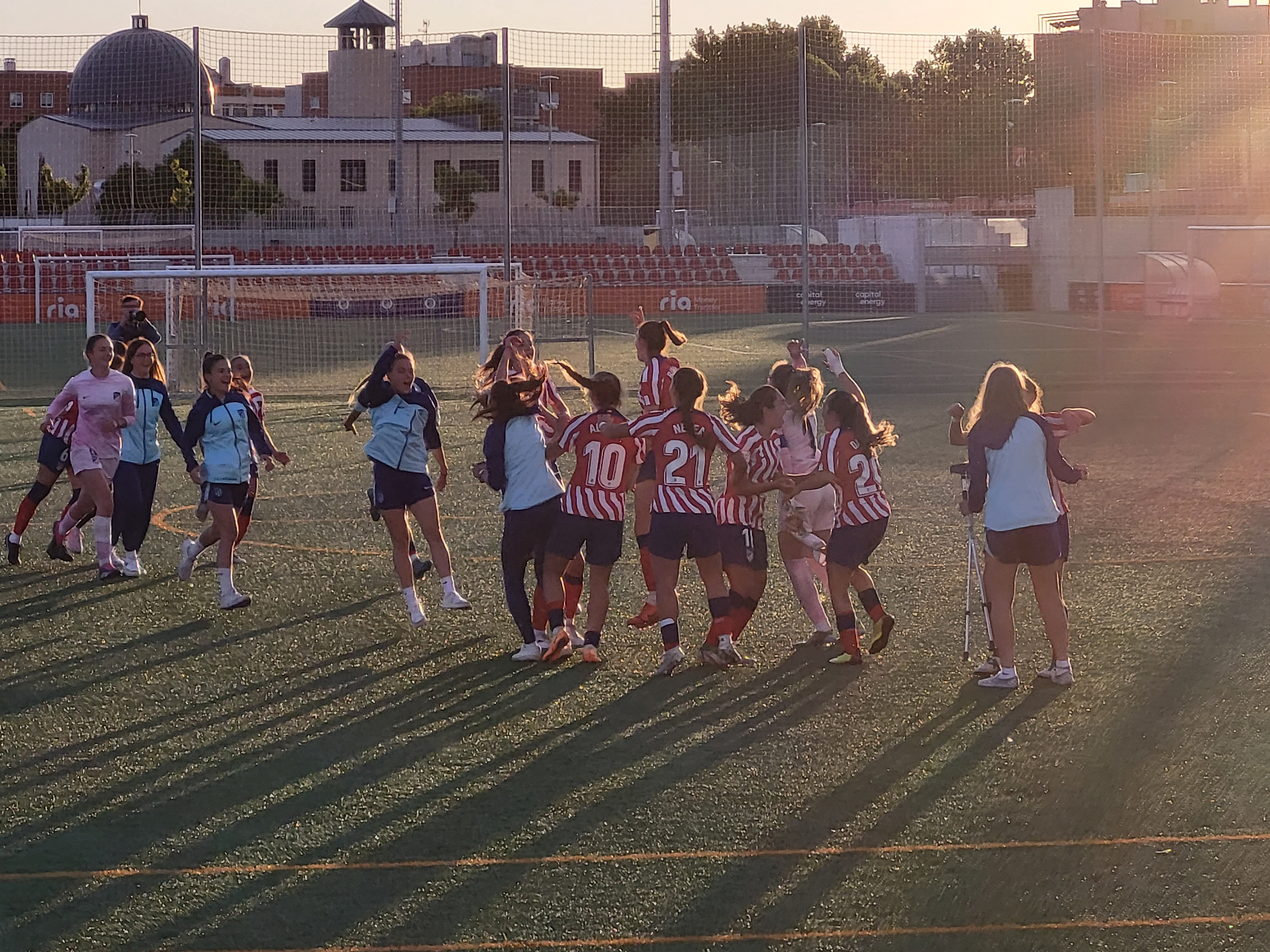
Alba Zafra y sus compañeras del Atlético de Madrid B celebran el ascenso a Primera Federación en mayo de 2023

Hija del futbolista Jorge Zafra, creció en Barcarrota. Jugó en el Femenino Badajoz Oliveza y con la selección extremeña sub-12. Pasó al Santa Teresa en 2016. 
Tras representar a Extremadura en la categoría sub-14, empezó a jugar con el primer equipo en la pretemporadas desde los 13 años, y debutó en un partido amistoso en 2017. Ese mismo año jugó con la selección extremeña sub-16. Su debut en partido oficial y marcando un gol llegó el 4 de febrero de 2019, con 15 años, cuando el equipo jugaba en la Segunda División. Poco después jugó con la selección sub-17 extremeña.
En la temporada 2019-20 pasó a ser habitual en el primer equipo y participó en 16 partidos en una temporada interrumpida por la pandemia de Covid-19 y lograron ascender a la Primera División. Debutó en la categoría el 4 de octubre de 2020 ante el Sevilla al entrar al campo en los últimos minutos del encuentro. Esa temporada jugó 18 encuentros y marcó un gol al Betis. El equipo descendió a Segunda División y Alba Zafra fichó por el filial del Atlético de Madrid.
El equipo jugó en el Reto Iberdrola y acabó en la parte baja de la tabla, por lo que pasó a formar parte de la nueva categoría Segunda RFEF, tercer nivel de las ligas de fútbol femenino. En la temporada 2022-23 continuó jugando en el filial rojiblanco y participó en algunos amistosos con el primer equipo. El Atlético B empezó muy irregular la liga pero en la segunda vuelta remontó encadenando 12 victorias consecutivas y fueron campeonas de su liga, logrando el 13 de mayo de 2023 el ascenso a Primera Federación.
En la temporada 2023-24 siguió siendo titular en el Atlético de Madrid B, y contribuyó a la permanencia del filial rojiblanco en la Segunda División.

## Estadísticas

### Clubes
Actualizado al último partido jugado el 27 de abril de 2024.
| Club | Div.          | Temporada     | Liga  | Liga  | Liga   | Copas nacionales(1) | Copas nacionales(1) | Copas nacionales(1) | Copas internacionales(2) | Copas internacionales(2) | Copas internacionales(2) | Total | Total | Total  | Media goleadora(3) |
| Club | Div.          | Temporada     | Part. | Goles | Asist. | Part.               | Goles               | Asist.              | Part.                    | Goles                    | Asist.                   | Part. | Goles | Asist. | Media goleadora(3) |
| --- | ------------- | ------------- | ----- | ----- | ------ | ------------------- | ------------------- | ------------------- | ------------------------ | ------------------------ | ------------------------ | ----- | ----- | ------ | ------------------ |
| Santa Teresa · España |               |               |       |       |        |                     |                     |                     |                          |                          |                          |       |       |        |                    |
| 2.ª | 2019-20       | 16            | 1+    |       | -      | -                   | -                   | -                   | -                        | -                        | 16                       | 1+    |       | 0.08   |                    |
| 1ª | 2020-21       | 18            | 1     |       |        |                     |                     |                     |                          |                          | 18                       | 1     |       | 0.06   |                    |
| Total club | Total club    | 34            | 2+    |       |        |                     |                     |                     |                          |                          | 34                       | 2+    |       | 0.07   |                    |
| Atlético de Madrid B · España |               |               |       |       |        |                     |                     |                     |                          |                          |                          |       |       |        |                    |
| 2.ª | 2021-22       | 27            | 1     |       |        |                     |                     |                     |                          |                          | 27                       | 1     |       | 0.04   |                    |
| 2ª. RFEF | 2022-23       | 29            | 2     |       |        |                     |                     |                     |                          |                          | 29                       | 2     |       | 0.08   |                    |
| 2.ª | 2023-24       | 21            | 0     |       |        |                     |                     |                     |                          |                          | 21                       | 0     |       | -      |                    |
| Total club | Total club    | 77            | 3     |       |        |                     |                     |                     |                          |                          | 77                       | 3     |       | 0.04   |                    |
| Total carrera | Total carrera | Total carrera | 111   | 5+    |        |                     |                     |                     |                          |                          |                          | 111   | 5+    |        | 0.04               |
| (1) Incluye datos de Copa de la Reina y la Supercopa. (2) Incluye datos de Liga de Campeones Femenina de la UEFA]. (3) No incluye goles en partidos amistosos. |               |               |       |       |        |                     |                     |                     |                          |                          |                          |       |       |        |                    |